# 其至鞬
其至鞬（呉音：ぎしこん、漢音：きしけん、拼音：Qízhìjiān、生没年不詳）は、後漢時代の鮮卑族の大人（たいじん：部族長）のひとり。率衆侯に封じられる。

## 経歴
永寧元年（120年）、遼西の鮮卑大人の烏倫（うりん）と其至鞬は群臣を率いて度遼将軍の鄧遵を通じて後漢に朝貢した。安帝は烏倫を率衆王、其至鞬を率衆侯に封じ、綵繒（彩色の絹布）を賜った。
建光元年（121年）秋、其至鞬また漢に叛き、居庸関を侵した。雲中太守の成厳はこれを撃つも兵は敗散した。功曹の楊穆は身を挺（てい）して成厳を護ったがともに戦死した。鮮卑は護烏桓校尉の徐常を馬城で包囲した。度遼将軍の耿夔と幽州刺史の龐参は広陽・漁陽・涿郡の軍を発し、二手に分かれて徐常の救援に向った。徐常は夜ひそかに抜け出し、耿夔らと力をあわせ並進し、鮮卑を攻めて包囲を解いた。
鮮卑は既にしきりに郡太守を殺しており、胆力はますます盛んにして弓兵は数万騎に及んだ。
延光元年（122年）冬、また雁門・定襄を侵略し、遂に太原を攻め百姓を掠殺する。
延光2年（123年）冬、其至鞬自ら万余騎をひきいて東領候に入り、数隊に分かれて、南匈奴の曼柏（まんはく）を攻める。南匈奴の薁鞬日逐王（いくけんじつちくおう）は戦死し、千余人が殺された。
延光3年（124年）秋、また高柳に侵攻し、南匈奴を撃破し漸将王を殺す。
永建元年（126年）秋、其至鞬は代郡に侵攻し、太守の李超を殺した。永建2年（127年）春、使匈奴中郎将の張国は従事を遣わし、烏稽侯尸逐鞮単于の歩騎万余を長城から出して、鮮卑を撃破し、その資重2千余種を獲る。時に遼東の鮮卑6千余騎はまた遼東・玄菟に侵攻する。護烏桓校尉の耿曄は縁辺諸郡の兵を発し、および烏桓の率衆王は長城を出てこれを撃った。斬首は数百級にのぼり、その生口・牛・馬・什物を大いに獲る。鮮卑はそこで種衆3万人を率い遼東に詣り降を乞うた。
永建3年（128年）と永建4年（129年）、鮮卑はしきりに漁陽・朔方に侵攻する。
永建6年（131年）秋、耿曄は司馬を遣わし胡兵数千人を率いて長城を出てこれを撃破する。冬、漁陽太守はまた烏桓兵を派遣してこれを撃つ。斬首は8百級にのぼり、牛・馬・生口を獲る。烏桓の扶漱官（ふそうかん）は勇健にして鮮卑と戦うたびに敵を降すので、詔して率衆君の号を賜う。
陽嘉元年（132年）冬、耿曄は烏桓親漢都尉の戎末廆（じゅうまつかい）・率衆王侯咄帰（とつき）等を遣わし、長城を出て鮮卑を抄撃し、大いに斬獲して還る。順帝は咄帰ら以下に賜いて率衆王・侯・長に封じ、綵繒を賜う。鮮卑は後に遼東属国に侵攻する。耿曄は遼東の無慮城に駐屯しこれを拒む。
陽嘉2年（133年）春、護匈奴中郎将の趙稠は従事を遣わし南匈奴の骨都侯・夫沈らを率い、長城を出て鮮卑を撃破する。帝は詔して夫沈に金印紫綬及び縑綵（けんさい）を賜う。秋、鮮卑は長城を穿ち馬城に入る。代郡太守はこれを撃つも勝つことはできなかった。
後に其至鞬が死んでからは鮮卑の略奪が少なくなったという。